# Louis Jensen
Louis Jensen, född 19 juli 1943 i Nibe, död 4 mars 2021, var en dansk författare.

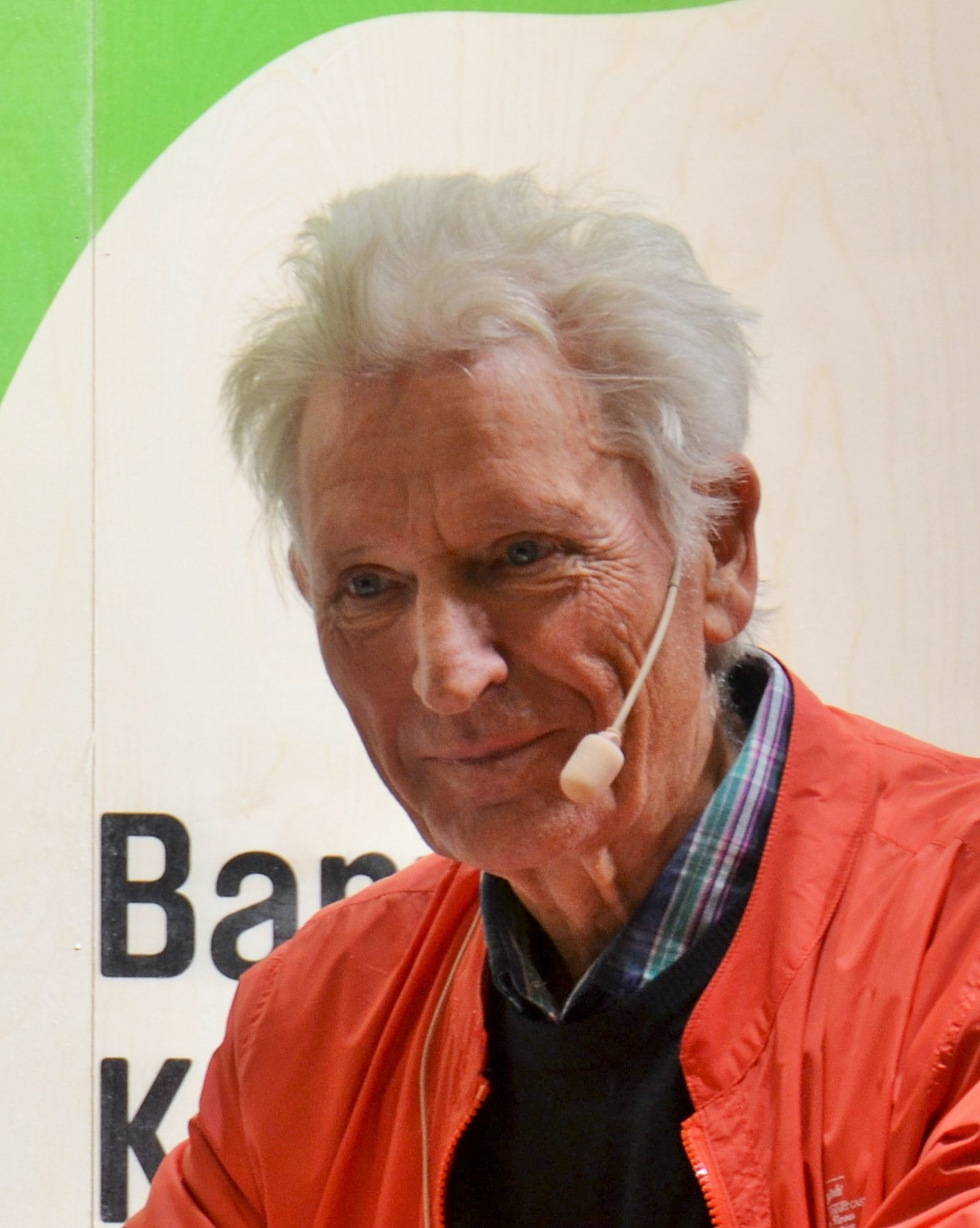
Louis Jensen på Bokmässan i Göteborg 2014

Louis Jensen utbildade sig till arkitekt och har skrivit såväl vuxen- som barn- och ungdomsböcker. Han debuterade som diktare 1970 i tidskriften Hvedekorn och hans första bok, barnboken Krystalmanden utkom 1986. År 1989 fick han Kulturministeriets Børnebogspris.